# Sōichi Noguchi
Sōichi Noguchi (jap. 野口聡一 Noguchi Sōichi; ur. 15 kwietnia 1965 w Jokohamie) – japoński inżynier, astronauta, trzykrotny uczestnik lotów kosmicznych.

## Wykształcenie
W 1984 Noguchi ukończył szkołę średnią Chigasaki-Hokuryo w Chigasaki, a następnie podjął studia na kierunku astronautyka na Uniwersytecie Tokijskim. Stopień licencjata uzyskał w roku 1989, a magistra w 1991.

## Doświadczenie

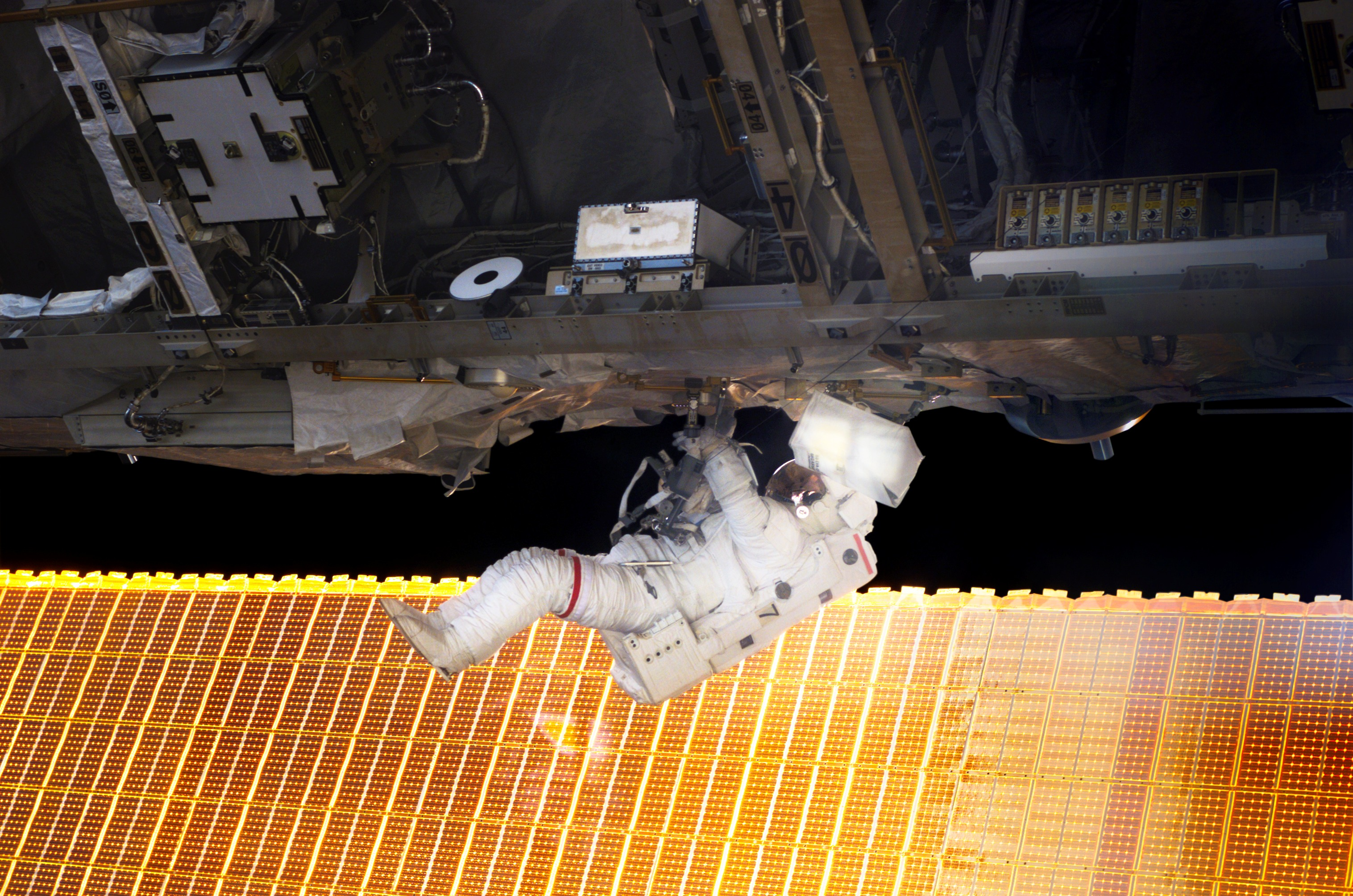
Sōichi Noguchi w czasie pierwszego spaceru kosmicznego

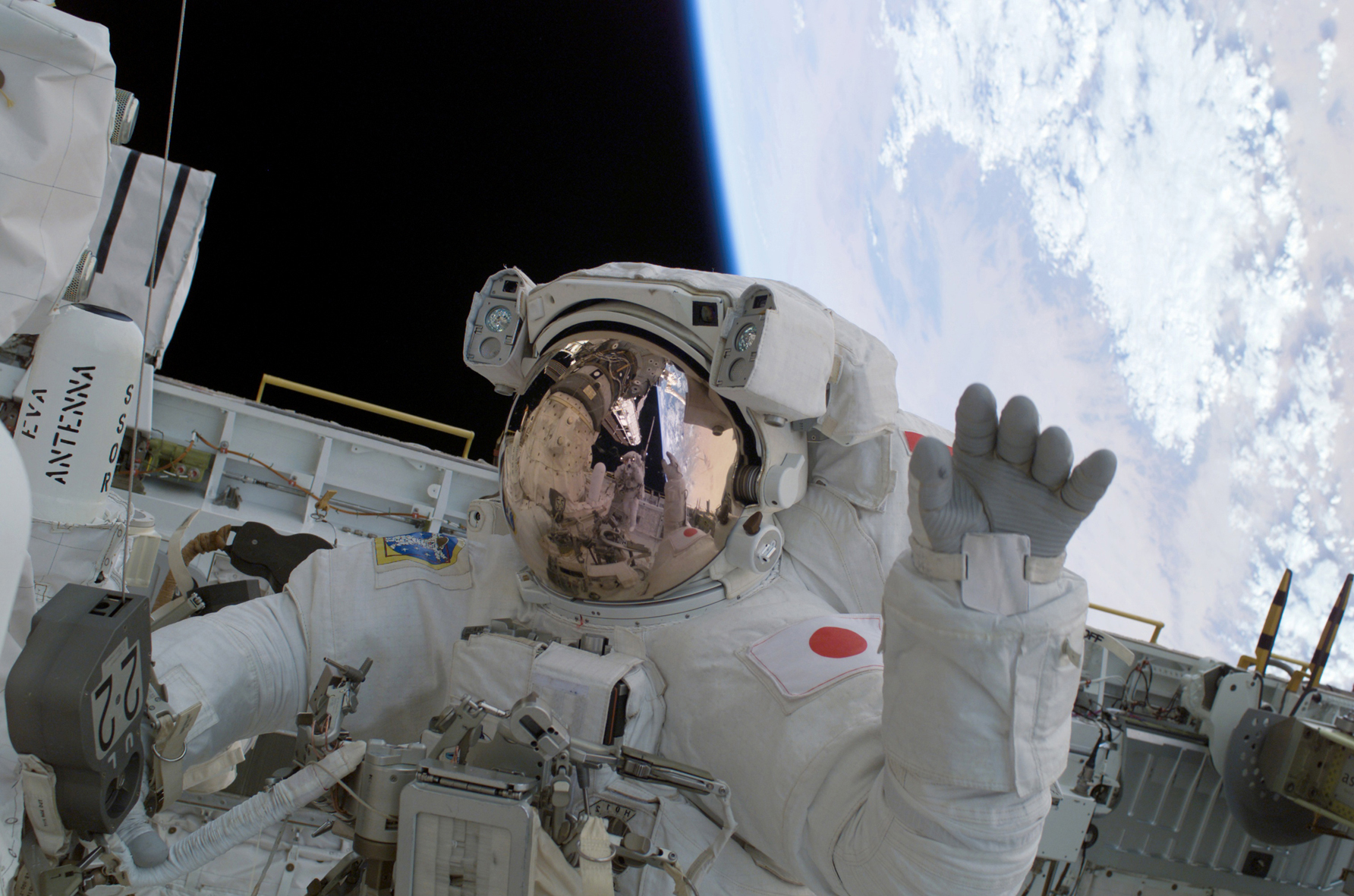
Noguchi podczas spaceru kosmicznego w czasie misji STS-114

Po ukończeniu studiów Noguchi pracował w dziale badań i rozwoju wydziału silników lotniczych i operacji kosmicznych firmy Ishikawajima-Harima Heavy Industries. Zajmował się projektowaniem aerodynamicznym komercyjnych silników.

## Doświadczenie w astronautyce

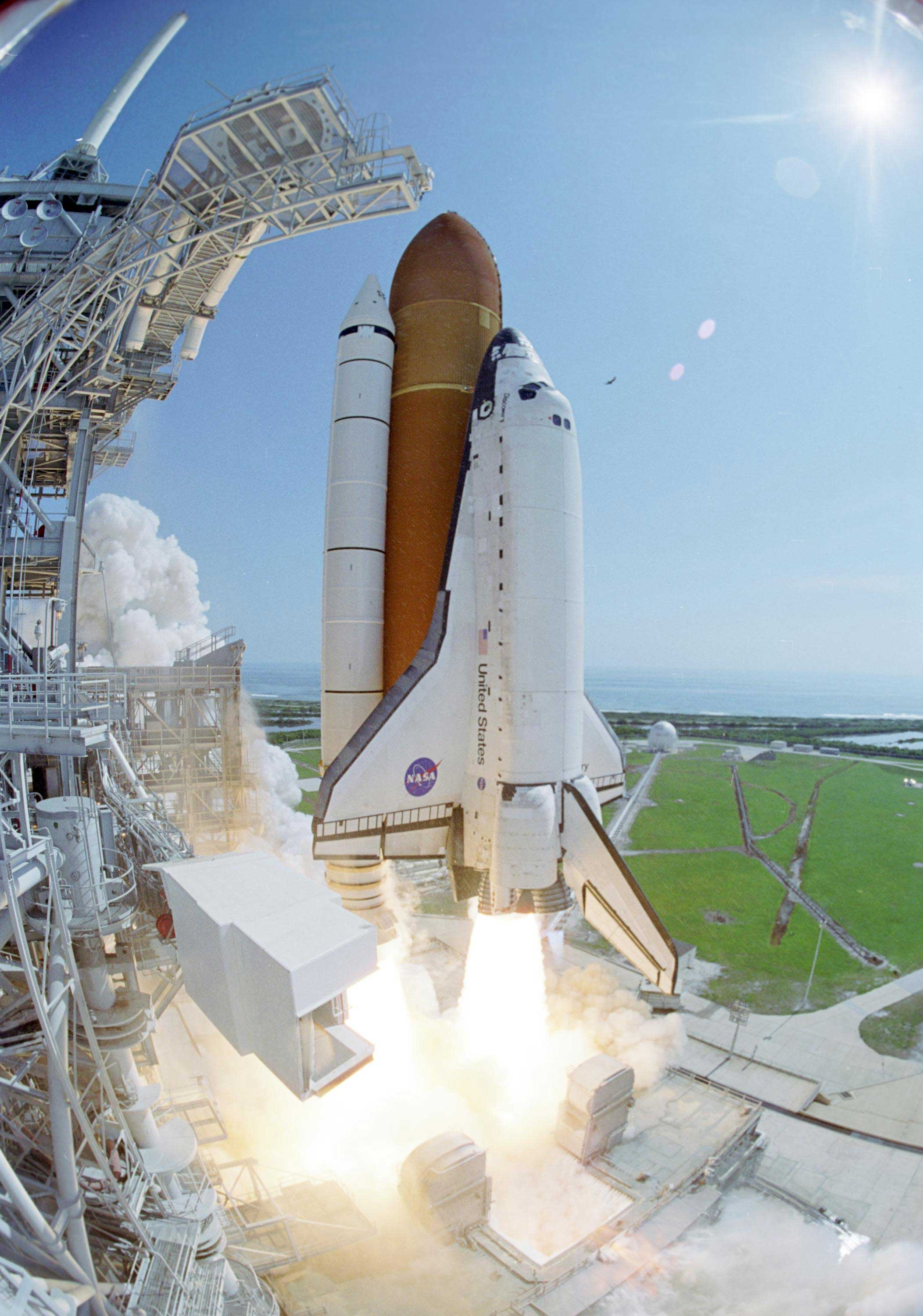
Start wahadłowca Discovery w misji STS-114 z platformy startowej 39B w Centrum Kosmicznym Johna F. Kennedy’ego.

W czerwcu 1996 Noguchi został zakwalifikowany przez National Space Development Agency (obecnie Japońska Agencja Eksploracji Aerokosmicznej) jako kandydat na astronautę. W sierpniu 1996 rozpoczął szkolenie w należącym do NASA Johnson Space Center. Po dwóch latach Noguchi był wykwalifikowanym specjalistą misji. W 1998 został przeszkolony w zakresie rosyjskich systemów kosmicznych w Centrum Wyszkolenia Kosmonautów im. J. Gagarina. Był członkiem wsparcia technicznego dla Japanese Experiment Module (Japoński Moduł Eksperymentalny) Międzynarodowej Stacji Kosmicznej (ISS). W kwietniu 2001 otrzymał przydział do załogi STS-114 jako specjalista misji.
Swój pierwszy lot kosmiczny odbył jako specjalista misji w czasie pierwszego lotu wahadłowca NASA po katastrofie Columbii. Misja STS-114 (nazywana też „Return to Flight” – Powrót do lotu) wystartowała 26 lipca 2005. Podczas blisko 14-dniowej misji trzykrotnie wychodził w otwartą przestrzeń kosmiczną, spędzając tam łącznie 20 godzin i 5 minut.
Od stycznia 2006 w Centrum Wyszkolenia Kosmonautów im. J. Gagarina rozpoczął szkolenie do długotrwałego lotu kosmicznego o czasie trwania od 3 do 6 miesięcy. W 2008 oficjalnie został przydzielony do załogi rezerwowej 18 ekspedycji na ISS. 21 września 2008 w harmonogramie załogowych lotów do 2010 roku opublikowanym przez Roskosmos Noguchi znalazł się również w składzie podstawowej załogi 22 stałej ekspedycji ISS.
21 grudnia 2009 rozpoczął swoją drugą misję kosmiczną. Razem z nim na pokładzie statku Sojuz TMA-17 byli również: dowódca misji Oleg Kotow oraz Timothy Creamer. Dwa dni później Sojuz przycumował do Międzynarodowej Stacji Kosmicznej, a astronauci uzupełnili skład nowej 6-osobowej stałej załogi ISS (Ekspedycja 22). 2 czerwca 2010. Po ponad 163 dniach pobytu w kosmosie załoga powróciła na Ziemię.
Dekretem Prezydenta Federacji Rosyjskiej Dmitrija Miedwiediewa, № 437 z 12 kwietnia 2011, został odznaczony Medalem „Za zasługi w podboju kosmosu”.
W sierpniu 2012 został szefem grupy astronautów JAXA.
W marcu 2020 roku został przydzielony do misji SpaceX Crew-1, która będzie pierwszym operacyjnym lotem statku kosmicznego SpaceX Dragon 2. Misja rozpoczęła się 16 listopada 2020 roku.
Stowarzyszenie Uczestników Lotów Kosmicznych (Association of Space Explorers) przyznało mu Universal Astronaut Insignia za lot orbitalny (nr 435).

## Wykaz lotów
| Loty kosmiczne, w których uczestniczył Sōichi Noguchi                     | Loty kosmiczne, w których uczestniczył Sōichi Noguchi | Loty kosmiczne, w których uczestniczył Sōichi Noguchi | Loty kosmiczne, w których uczestniczył Sōichi Noguchi | Loty kosmiczne, w których uczestniczył Sōichi Noguchi | Loty kosmiczne, w których uczestniczył Sōichi Noguchi | Loty kosmiczne, w których uczestniczył Sōichi Noguchi |
| №                                                                         | Data startu                                           | Statek kosmiczny                                      | Data lądowania                                        | Statek kosmiczny                                      | Funkcja                                               | Czas trwania                                          |
| ------------------------------------------------------------------------- | ----------------------------------------------------- | ----------------------------------------------------- | ----------------------------------------------------- | ----------------------------------------------------- | ----------------------------------------------------- | ----------------------------------------------------- |
| 1                                                                         | 26 lipca 2005                                         | STS-114 Discovery F-31                                | 9 sierpnia 2005                                       | STS-114 Discovery F-31                                | specjalista misji (MS-1)                              | 13 dni 21 godzin 32 minuty i 22 sekundy               |
| 2                                                                         | 20 grudnia 2009                                       | Sojuz TMA-17                                          | 2 czerwca 2010                                        | Sojuz TMA-17                                          | inżynier pokładowy                                    | 163 dni 5 godzin 32 minuty i 32 sekund                |
| 3                                                                         | 16 listopada 2020                                     | SpaceX Crew-1                                         | 2 maja 2021                                           | SpaceX Crew-1                                         | inżynier pokładowy                                    | 167 dni 6 godzin 29 minuty i 28 sekund                |
| Łączny czas spędzony w kosmosie – 344 dni 9 godzin 34 minuty i 22 sekundy |                                                       |                                                       |                                                       |                                                       |                                                       |                                                       |